# Iván Arias
Hernán Iván Arias Durán  (La Paz, 8 de agosto de 1958), a menudo conocido como El Negro, es un político, analista político y sociólogo boliviano que se desempeña como alcalde De La Paz desde 2021. Miembro de Por el Bien Común, del cual es líder, anteriormente se desempeñó como ministro de Obras Públicas de 2019 a 2020 y Viceministro de Participación Popular de 2001 a 2002. Especialista en gestión pública descentralizada y asuntos indígenas , fue secretario privado de Victor Hugo Cárdenas, el primer vicepresidente indígena, y formó parte del equipo que redactó la Ley de Participación Popular, que implementó el municipalismo en Bolivia a través de la elección directa de autoridades locales.
Nacido en La Paz y criado en la pobreza rural, Arias asistió al Internado Juan XXIII en Cochabamba, donde fue educado en el pensamiento marxista por el sindicalista Filemón Escóbar. Se graduó como sociólogo de la Universidad Mayor de San Andrés. Durante los gobiernos militares de finales de la década de 1970 y principios de la de 1980, Arias se convirtió en partidario de la Vanguardia Obrera de Filemón Escóbar. Por su activismo marxita, fue encarcelado y torturado por el régimen de Luis García Meza, y luego huyó al exilio en Suecia, donde abandonó la mayoría de sus creencias subversivas. Al regresar a Bolivia, Arias trabajó para el Centro de Investigación y Promoción Campesina y fue miembro del Equipo Técnico de Apoyo para la Reforma Educativa, sirviendo más tarde como secretario privado del vicepresidente Víctor Hugo Cárdenas. A principios de la década de 1990, Arias ayudó a redactar la Ley de Participación Popular, que amplió la autonomía municipal y otorgó al pueblo el sufragio sobre sus gobiernos locales. Durante el gobierno de Jorge Quiroga Ramírez , se desempeñó como viceministro de Participación Popular, renunciando al cargo para buscar un escaño en la Cámara De Diputados , aunque no lo consiguió.
En las dos décadas siguientes, Arias se reinventó como consultor y analista político.  En 2019, regresó a la vida política tras un paréntesis de diecisiete años, como Ministro de Obras Públicas en el gobierno de transición de Jeanine Áñez. Al concluir su mandato, se postuló para la alcaldía de La Paz. Su innovadora campaña, descrita como populista por algunos observadores, le valió la elección . Como Alcalde, Arias impulsó proyectos de obras públicas destinados a renovar la infraestructura de la capital. A pesar de intentar presentarse como una figura apolítica interesada en la "reconciliación" entre grupos opositores, Arias enfrentó numerosos procesos legales iniciados por el gobernante Movimiento Al Socialismo, acciones que denunció como actos de persecución política.

## Primeros años y educación
Arias nació como Hernán Iván Padilla Durán el 8 de agosto de 1958 en La Paz. Es hijo de Julia Durán Severiche, una Campesina que emigró a la capital desde su natal Vallegrande en busca de mayores oportunidades oportunidades económicas. El nombre de pila de Arias es un homenaje a Hernán Siles Zuazo, el presidente en funciones en el momento de su nacimiento, mientras que el nombre Iván proviene de Iver, un hermano mayor que murió en la infancia. Su padre biológico, Isidro Padilla, abandonó a la familia poco después de su nacimiento, siendo su padrastro, Manuel Arias Becerra, su principal figura paterna durante toda su infancia. Iván conservó el apellido Padilla hasta poco antes de ingresar a la escuela secundaria, momento en el que adoptó permanentemente el apellido de su padrastro.
Arias y sus seis hermanos crecieron en El Alto, en aquel entonces una remota ciudad satélite de La Paz, en un estado de pobreza rural. Desde pequeño, su madre le inculcó la máxima de "pobre pero digno", enseñándole a él y a sus hermanos a lavar, planchar y remendar su propia ropa para lucir presentables en público. "Le molestaba que planteáramos la compasión [entre otras cosas]", declaró Arias, "[nos decía que] si buscas compasión, te la darán, pero te usarán y luego te despreciarán". Durán también les desaconsejó encarecidamente a sus hijos robar, "aunque se mueran de hambre". "El ladrón empieza  ... por casa", afirmó.
A principios de la década de 1970, su padrastro, profesor en los colegios Fe y Alegría, lo nominó para asistir al recién inaugurado Internado Juan XXIII en Cochabamba. Le informaron de la oportunidad durante un viaje de trabajo a Vallegrande, y le dieron solo quince días para regresar a La Paz y prepararse para el examen de ingreso. Durante su estancia en la institución jesuita, Arias se convirtió en partidario de la teología de la liberación, una rama de la teología cristiana familiarizada con los análisis socioeconómicos marxistas.  Fue educado en historia por Filemón Escóbar, un destacado sindicalista a quien los jesuitas habían estado protegiendo bajo el nombre falso de Lucho Rodríguez. «Pensábamos que era un académico más», afirmó Arias. Con Escóbar como mentor político, Arias llegó a abrazar el pensamiento marxista , incluyendo elementos de la teoría guevarista del «hombre nuevo». Llevó estos ideales a la Universidad Mayor de San Andrés , donde estudió sociología, volviéndose además autodidacta en los campos de la economía , el desarrollo local y el derecho público.   Además, estudió periodismo en la Universidad Católica Boliviana San Pablo. 
A finales de la década de 1970, Arias se alistó a regañadientes en las Fuerzas Armadas para completar su año obligatorio de Servicio militar . Sirvió en la Policía Militar (PM) de San Jorge, La Paz, donde se formó como francotirador , llegando al rango de cabo . Su nombre de guerra era búho , debido a su esbelta figura con ojos y cojones comparativamente grandes. El servicio de Arias en la PM coincidió con un período de inestabilidad política en Bolivia, durante el cual el dictador Hugo Banzer fue derrocado en favor de Juan Pereda. Dentro de la PM, la asunción de Pereda fue vista como una traición, y pronto se decidió destituirlo. En la madrugada del 24 de noviembre de 1978, Arias quedó bajo el mando del general Raúl López Leytón, quien lo puso a cargo de un contingente militar encargado de custodiar el barrio de Irpavi, donde se encontraba la residencia presidencial. Tras la destitución de Pereda, López Leytón encomendó a Arias la tarea de escoltar al general David Padilla desde el Estado Mayor del Ejército hasta el Palacio Quemado para que asumiera la presidencia. 

## Carrera política y periodística
Arias entró en la vida política como miembro de la Vanguardia Obrera (VO), una organización menor fundada por Filemón Escóbar tras su ruptura con el Partido Revolucionario de los Trabajadores (POR), de mayor envergadura.  Su activismo marxista lo enfrentó a los gobiernos militares de la época. En 1981, fue encarcelado y torturado por el régimen de Luis García Meza, sufriendo casi una parálisis permanente del lado izquierdo tras recibir dos heridas de bala durante un intento fallido de fuga. Tras su liberación, Arias huyó al exilio en Suecia bajo el nombre falso de Jhonny Domínguez Mamani. Llegó a Estocolmo, donde se sometió a las cirugías necesarias para conservar su movilidad antes de establecerse en Malmö. Durante su estancia en el extranjero, Arias abandonó muchos de sus valores izquierdistas más subversivos en favor de los principios socialistas democráticos moderados. 
Al regresar a Bolivia, Arias se convirtió en uno de los primeros partidarios del naciente movimiento indigenista, liderando el equipo de prensa que cubrió la Marcha por el Territorio y la Dignidad, en la que más de 300 manifestantes indígenas de las tierras bajas viajaron desde Trinidad a La Paz exigiendo el reconocimiento y respeto del Estado por las tierras tribales.  Luego pasó a trabajar para el Centro de Investigación y Promoción Campesina (CIPCA) antes de ser invitado por Amalia Anaya a unirse al Equipo Técnico de Apoyo a la Reforma Educativa (ETARE), que buscaba mejorar el sistema educativo del país. Durante este tiempo, Arias conoció estrechamente a Víctor Hugo Cárdenas, un educador y consultor de ETARE en ese momento en campaña para convertirse en vicepresidente. Al asumir el cargo, Cárdenas, el primer vicepresidente indígena aymara del país, nombró a Arias como su secretario privado. 
Mientras trabajaba en la Vicepresidencia, Arias participó en las primeras etapas de la formulación de la Ley de Participación Popular, cuyo objetivo era implementar un sistema municipalista en todo el país. Inicialmente al margen del proyecto, Arias se involucró aún más al incorporarse a la Secretaría Nacional de Participación Popular, formando parte del equipo del líder del proyecto, Carlos Hugo Molina, como parte de la unidad de investigación y análisis. Promulgada el 20 de abril de 1994 por el presidente Gonzalo Sánchez de Lozada, la Ley N.º 1551 de Participación Popular descentralizó profundamente el país, permitiendo la participación ciudadana en la administración pública local al ampliar el poder autónomo de los municipios .

### Viceministro de Participación Popular
En 2001, durante el gobierno de Jorge Quiroga Ramírez, Arias fue nombrado titular del Viceministerio de Planificación Estratégica y Participación Popular. Uno de los primeros proyectos del gobierno de Arias fue la "Cruzada Nacional contra la Pobreza", que se centró en trabajar con prefecturas y alcaldías para determinar qué recursos podrían esperar recibir del gobierno. En particular, el ministerio pudo brindar asistencia técnica a demanda a los municipios mediante el establecimiento de grupos operativos locales (GOL), equipos de técnicos contratados directamente por los municipios con financiación estatal. "La idea era acercar el Estado a la gente; que la asistencia técnica no se diera desde La Paz, sino que los técnicos estuvieran ahí, dentro del municipio", afirmó Arias.  En colaboración con el comité ejecutivo de la Universidad Boliviana (CEUB), el Ministerio de Educación y el Ministerio de Desarrollo Sostenible, Arias implementó el programa "Jóvenes contra la Pobreza". El proyecto capacitó y envió a estudiantes universitarios a trabajar como funcionarios públicos en diversos municipios durante seis meses. Según Arias, de los 314 estudiantes patrocinados por el programa, el 30 % mantuvo su carrera en el servicio público al graduarse. 
En vísperas de las elecciones generales de 2002, Arias renunció para postularse a un escaño en la Cámara de Diputados como parte de la lista electoral de Acción Democrática Nacionalista (ADN). Desde la legislatura, esperaba ampliar su labor previa de descentralización municipal aplicando el mismo principio a las prefecturas con el fin de lograr la autonomía departamental. Arias perdió las elecciones y posteriormente expresó su arrepentimiento por haberse postulado, calificándolo de acto de arrogancia que "descalificó" cualquier buena intención que pudiera haber tenido. La derrota electoral frenó la carrera política de Arias durante más de una década.

### Periodista y analista político
Entre mediados de la década de 2000 y finales de la de 2010, Arias se reinventó como analista político y consultor. Trabajó para diversos Gobierno municipales, incluyendo varias capitales departamentales, asesorándolos en materia de educación, salud y desarrollo urbano. Como consultor internacional, trabajó para empresas con sede en Ecuador, El Salvador y Suecia, así como para la Agencia de los Estados Unidos para el Desarrollo Internacional (USAID). En el periodismo, Arias se desempeñó como redactor para varios medios de comunicación, y posteriormente dio el salto a la televisión como analista político para el programa El Abogado del Diablo de UNITEL.  Su singular estilo para explicar y ejemplificar temas políticos mediante el uso de muñecos y dibujos le granjeó una gran notoriedad. Al igual que sus críticas al gobierno de Evo Morales, del que se opuso abiertamente desde su toma de posesión en 2005, calificándolo de "autoritario".

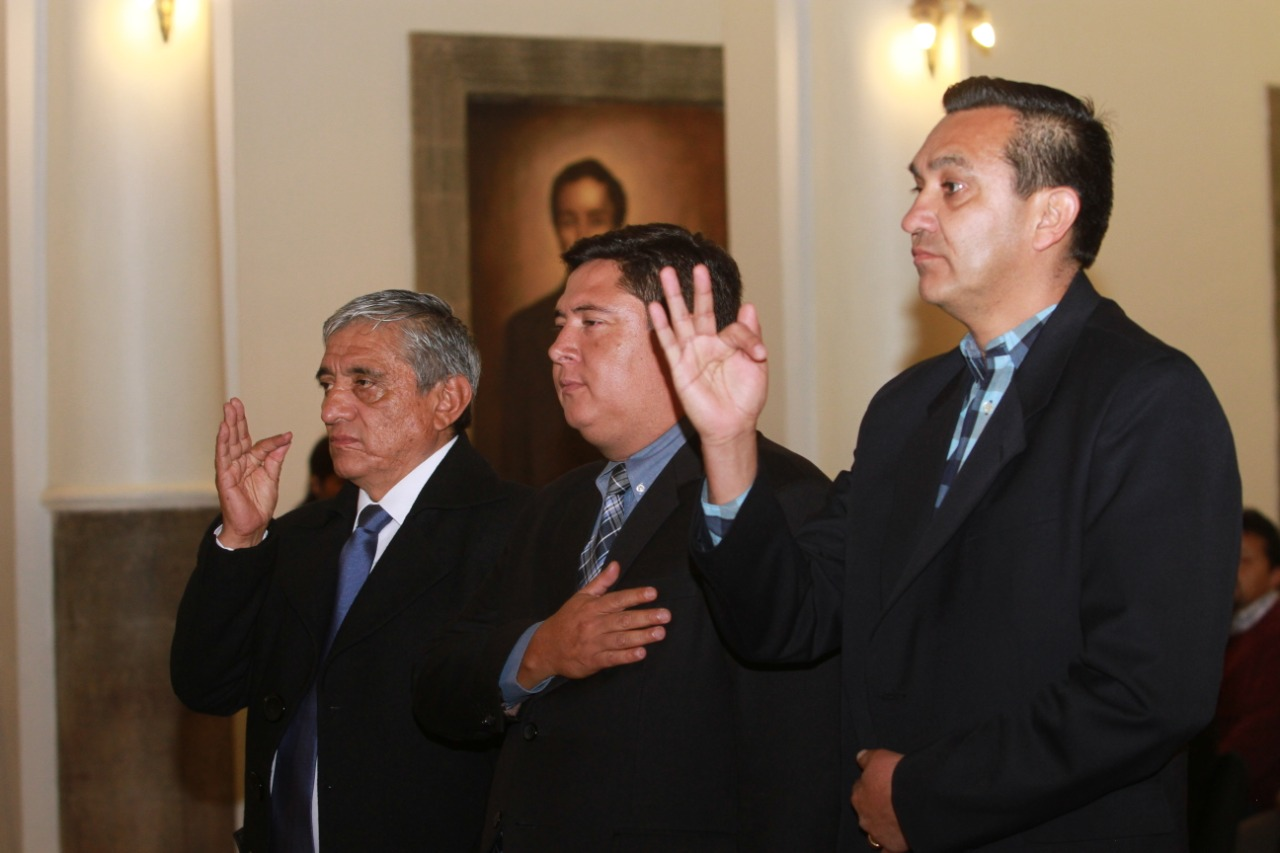
Arias (izquierda) es juramentado como ministro de Obras Públicas, el 3 de diciembre de 2019.

### Ministro de Obras Públicas
El 3 de diciembre de 2019, tras un paréntesis político de más de diecisiete años, Arias regresó al gobierno, nombrado ministro de Obras Públicas en el Gobierno Interino de Jeanine Áñez. Al asumir el cargo, Arias se comprometió a auditar y denunciar fervientemente los casos de corrupción dejados por el gobierno anterior.  En dos semanas, el Ministerio de Obras Públicas y la Administradora Boliviana de Carreteras (ABC) presentaron conjuntamente un informe sobre irregularidades en la construcción del sistema vial del país, estimando daños económicos de Bs81 millones solo en 2019. Según Arias, alrededor del setenta y cinco por ciento de los proyectos de construcción vial ejecutados en los últimos trece años presentaron deficiencias graves.  En una reunión con el Fiscal General Juan Lanchipa, Arias presentó una serie de casos de corrupción contra dieciséis entidades estatales, alegando irregularidades en la Aeronáutica Boliviana (BOA) y la Empresa Nacional De Telecomunicaciones (ENTEL), desembolsos sospechosos a Mi Teleférico y la destrucción sistemática de las unidades de transparencia del ministerio, entre otras acusaciones.  Para sacar a la luz más casos similares, Arias impulsó un proyecto de ley para proteger a quienes denuncien, con pruebas, la corrupción en las instituciones estatales. "Muchos funcionarios  ... guardan silencio por temor a ser tildados de cómplices", declaró Arias.
Casi al final del gobierno de transición, Arias renunció a su cargo, declarando que esperaría a que la nueva autoridad designada asumiera el mando.  Tres días después, Arias entregó personalmente las llaves de su despacho a su sucesor, Edgar Montaño, un gesto que no se repitió en ningún otro ministerio. Montaño destacó este hecho, afirmando que era «un caballero [que Arias] estuviera aquí». Por su parte, Arias afirmó que «no puede ser que uno se vaya, dé un portazo y se vaya; por donde entré, por la puerta principal, también tengo que salir».

## Alcalde de La Paz
Categoría: Elecciones Municipales de La Paz de 2021
Poco después de dejar el cargo, Arias anunció su intención de buscar la alcaldía de La Paz.  La decisión de Arias de presentar su candidatura fue una sorpresa, ya que previamente había afirmado que "seguramente regresaría" a su práctica privada de consultoría.  Según el sociólogo Ricardo Paz, la participación de Arias en la controvertida administración de Añez, así como las acusaciones de corrupción y mala gestión dentro del ministerio recientemente bajo su tutela, llevaron a muchos a considerar que sus posibilidades de ganar eran escasas.  No obstante, el exministro se movió rápidamente para localizar una organización política dispuesta a patrocinar su candidatura. A mediados de noviembre, Arias indicó que estaba en conversaciones en curso con múltiples frentes, incluyendo Comunidad Cívica (CC) y Soberanía y Libertad (SOL.bo), el partido del alcalde en ejercicio Luis Revilla.  Sin embargo, las negociaciones más fructíferas fueron con el líder indígena Rafael Quispe . Ambos candidatos oficializaron conjuntamente sus candidaturas a alcalde y gobernador, respectivamente, el 28 de diciembre, facilitadas a través de Por el Bien Común – Somos Pueblo (PBCSP), una alianza patrocinada por Suma Escoma, una pequeña organización local, y el Movimiento Social Demócrata (MDS), un partido con mínima presencia regional. 
Las excentricidades de la campaña de Arias fueron un aspecto notable de su carrera. Su conexión con los superhéroes se popularizó entre sus seguidores, quienes crearon y distribuyeron figuras de acción y cómics que lo representaban. El propio Arias contribuyó a esto, encabezando marchas de campaña con el escudo del Capitán América en la mano. En los mítines, Arias repartía pequeños chocolates a sus seguidores, llamándolos " Besos de Negro " en alusión a su apodo. En temas políticos, Arias se presentó como una figura conciliadora, distanciándose de la típica división entre gobierno y oposición. También se comprometió a revitalizar la ciudad, mejorando las obras públicas existentes y creando nuevas. "Ser un alcalde Atila que venga a quemar la Biblioteca de Alejandría sería catastrófico", declaró Aria, argumentando que la ciudad no podía continuar en "el letargo  ... como si todo ya estuviera hecho". 
Las primeras encuestas de opinión situaron a Arias como el candidato mejor posicionado para derrotar a César Dockweiler, del Movimiento al Socialismo (MAS-IPSP). Si bien el MAS nunca había ganado una banca de gobierno, la presencia de dos fuertes candidatos de la oposición —Arias y Waldo Albarracín, de CC— amenazó con dispersar el voto a favor del partido gobernante. Sin embargo, a finales de enero de 2021, Albarracín se retiró inesperadamente de la contienda, alegando un deterioro de su salud mental y física. Según un análisis de Brújula Digital , la inesperada retirada de Albarracín prácticamente allanó el camino para que Arias ganara las elecciones, ya que las encuestas indicaban que dos tercios de los votantes de Albarracín transferirían su apoyo a Arias si este decidiera no participar. 
Durante la campaña, Arias lideró las encuestas de opinión, seguido por Dockweiler en segundo lugar.  Para la noche de las elecciones, las encuestas de salida realizadas por Ciesmori y Focaliza indicaban que Arias era el virtual ganador, con una significativa pluralidad de poco menos del cincuenta por ciento.  Mostrando los zapatos desgastados con los que recorrió la ciudad durante la campaña, Arias celebró su victoria, prometiendo hacer de La Paz una "ciudad de perdón y reconciliación".  Según Paz, dada la falta de presencia política establecida de Arias, "la única explicación posible para su exitoso desempeño es atribuible a su carisma y a la forma directa, sencilla y populista en que logró conectar con el electorado".  La victoria de Arias puso fin a un período de veinte años de continuidad política en La Paz, la era de estabilidad más larga de su historia.

### Tenencia
Arias prestó juramento en el Palacio de Justicia de La Paz a las 12:00 p. m. del 3 de mayo de 2021. Al juramentar, Arias se comprometió a "no quedarme en mi escritorio", trabajando "día y noche" por la ciudad. "La Paz va a estar en movimiento", afirmó.  Una de las primeras acciones del nuevo alcalde fue presentar su Plan de Acción Inmediata (PAI), implementado hasta finales de 2021, con la participación de sus secretarios de gabinete y vicealcaldes distritales designados. El plan priorizó la salud pública ante la incipiente tercera ola de la pandemia e inició el proceso de implementación de los principales pilares de la campaña de Arias para la alcaldía.  De estos, el lema central de la campaña de Arias fue "La Paz en Paz", a través del cual el alcalde buscó generar "paz entre los paceños". Para ello, Arias impulsó el proyecto "Ciudad de los 1.000 Colores", en el que la administración se asoció con artesanos, empresas y escuelas para renovar la infraestructura pública local.  Varias embajadas extranjeras, incluidas las de España y el Reino Unido, también expresaron su interés en apoyar la iniciativa del alcalde.  La primera fase del proyecto se lanzó a finales de mayo de 2021, y ocho barrios de la ciudad se beneficiaron de viviendas comunitarias, carreteras recién pavimentadas, áreas de recreación, campos deportivos y viviendas recién pintadas o repintadas, pasarelas peatonales y otra infraestructura. Además, Arias afirmó que todas las obras priorizarían la ecoeficiencia en sus planes, incluyendo la instalación de paneles solares , huertos urbanos y sistemas de captación de agua . Un total de 7.079 residentes se beneficiaron de la primera fase del proyecto.  En 2022, Arias inauguró el Teatro Municipal Alberto Saavedra Pérez, totalmente renovado y restaurado a su color original de 1845.  Aunque las iniciativas de Arias le dejaron altos índices de aprobación entre los habitantes de la ciudad, el alcalde también enfrentó resistencia por algunas de las propuestas de su plan, incluyendo la sugerencia de aumentar los impuestos a los propietarios que no terminaran de pintar sus fachadas.  Los críticos también lo acusaron de usar recursos estatales para pintar la propiedad pública con los colores de su alianza. 
Un obstáculo importante para la alcaldía de Arias se debió a la escasa mayoría que la alianza PBCSP tenía en el concejo municipal. Con tan solo seis escaños frente a los cinco del MAS, el bloque mayoritario necesitaba el apoyo unánime para llevar adelante la agenda del alcalde. Dicha unanimidad se vio obstaculizada por la desunión interna del PBCSP, debido a intereses contrapuestos dentro de la alianza. En concreto, de los seis concejales elegidos en la lista del PBCSP, solo cinco respondían directamente a Arias, al pertenecer a Por el Bien Común, la incipiente agrupación cívica del alcalde. Por otro lado, la sexta concejala del PBCSP, Lourdes Chambilla, era miembro de Somos Pueblo, el partido político liderado por Rafael Quispe. Los analistas señalaron que esta situación le otorgaba a Quispe el "voto de oro" en el concejo municipal, dada su condición de coordinador y asesor político de Chambilla. Prácticamente desde el inicio del mandato de Arias, Chambilla se declaró neutral, emitiendo su voto tanto a favor como en contra de las mociones apoyadas por el alcalde. 
Las discrepancias internas estallaron en mayo de 2022, durante la reconfiguración anual de la directiva del consejo municipal. El PBCSP no logró nominar una lista unificada de candidatos, y cinco concejales propusieron a Lucio Quispe como presidente del organismo, mientras que Chambilla se presentó. El MAS, aprovechando la oportunidad, presentó su propio candidato. Ninguno de los tres postulantes logró la mayoría, lo que llevó al consejo a suspender la sesión.  Arias denunció el fiasco como un " golpe de Estado municipal ", acusando a Quispe de "traición" contra su alianza.  Con la tensión entre ambos grupos al máximo nivel, Arias y Quispe convocaron una reunión de la bancada del PBCSP para el 4 de mayo. Tras diez horas de consultas, Arias afirmó que se había obtenido "perdón, disculpas y consenso", acordando Por el Bien Común y Somos Pueblo nominar a Yelka Maric como candidata de consenso.

### Procesos legales
A lo largo de su mandato como alcalde, Arias enfrentó una serie de procesos legales instigados por el partido gobernante, casos que él denunciaba rutinariamente como actos de persecución política.  Dentro de las veinticuatro horas de asumir el cargo, Arias fue citado a declarar ante la Fiscalía con respecto a las acusaciones de nombramientos ilegales, uso indebido de influencias e incumplimiento de deberes. Las acusaciones se derivaron del nombramiento por parte de Arias de un funcionario público como director del Centro de Comunicaciones de La Paz a pesar de que el individuo carecía de las credenciales requeridas.  En junio de 2021, la Jueza Tercera Anticorrupción Claudia Castro colocó a Arias bajo una orden de restricción, prohibiéndole salir del país y ordenándole pagar una fianza total de Bs30,00. Además, el alcalde debía presentarse ante la Fiscalía cada quince días. Arias denunció que la sentencia se había tomado "al servicio del gobierno", lamentando que las restricciones impuestas obstaculizaran sus esfuerzos por adquirir vacunas de empresas extranjeras. Sin embargo, la Fiscalía también apeló la decisión, exigiendo que Arias fuera puesto bajo arresto domiciliario .  Arias anunció su intención de apelar poco después.  El 20 de agosto, la Segunda Sala Penal de La Paz ratificó la sentencia del tribunal anterior.
Arias también estuvo implicado en un caso de corrupción en Entel, en el que funcionarios públicos fueron acusados de transferir ilegalmente US$390.000 a una empresa fantasma en Perú. El proceso resultó en la prisión preventiva del exgerente general de la empresa, Eddy Luis Franco, por seis meses. En un artículo de opinión para Brújula Digital, la activista de derechos humanos Amparo Carvajal denunció la detención de Franco como un acto de "persecución política judicializada", siendo "Arias el verdadero objetivo del caso, por derrotar al MAS en las elecciones municipales". "Franco  ... estará en prisión hasta que acuse a Iván Arias", declaró Carvajal.
A principios de marzo de 2022, Página Siete contabilizó un total de catorce causas pendientes contra Arias, la mayoría relacionadas con su mandato como ministro de Obras Públicas. Incluyendo el caso Entel y el proceso por nombramientos ilegales e incumplimiento de deberes, el alcalde fue acusado de: venta indebida de tierras estatales a particulares;  acoso sexual y laboral;  corrupción en la compra de material de bioseguridad; discriminación contra su exrival electoral, César Dockweiler, cuando este último era gerente de Mi Teleférico; y finalmente, conducta antieconómica y uso indebido de bienes y servicios públicos.  Como alcalde, Arias enfrentó procesos legales por "violencia política" contra dos vicealcaldes a quienes destituyó por corrupción;  restitución irregular de funcionarios municipales a sus cargos anteriores;  y un aumento en la tasa de aseo urbano.

## Ideología y posiciones políticas
La ideología política de Arias tiene sus orígenes en su formación marxista. Específicamente, Arias se definió como trotskista, aunque comparativamente "más liberal " en relación con el POR o figuras como Guillermo Lora.[cita requerida] Según Arias, su membresía en la VO de Escóbar fue "la única vez" en que participó activamente en un partido político. Desde su regreso del exilio, Arias se ha distanciado de las etiquetas políticas. Durante una entrevista de 2021 con Jimena Antelo en el programa No Mentirás, le preguntaron directamente a Arias si era de izquierda o de derecha , a lo que respondió que era demócrata . Además, explicó que "los epítetos [y] adjetivos me sirven de poco".[cita requerida] La campaña de Arias para la alcaldía de 2021, descrita por él mismo como basada principalmente en promesas "intangibles", ha llevado a algunos analistas[¿quién?] a definir su ideología como populista. Arias ha rechazado este término, afirmando que "el populista dice cualquier cosa, promete cualquier cosa". Más bien, aseguró que sus posturas lo acercaban a la gente, a la vez que mantenía una "responsabilidad social y económica". En su columna de opinión Desde la Tierra, la periodista Lupe Cajías describió las declaraciones y acciones de Arias como neopopulismo.